# Franz Weisser
Franz Weisser (7. června 1885 Otovice – 27. září 1969 Albingshausen) byl československý politik německé národnosti a meziválečný poslanec Národního shromáždění.

## Biografie
Byl římskokatolického vyznání. Patřil do starého selského rodu, jehož kořeny sahaly do počátku osidlování Broumovska kolonisty z Duryňska. Podle údajů k roku 1925 byl profesí rolníkem v Otovicích u Broumova.
Po založení Německého svazu zemědělců (BdL) se stal členem jeho okresního vedení v Broumově a krajského vedení v Trutnově. V parlamentních volbách v roce 1925 získal za Německý svaz zemědělců (Bund der Landwirte) poslanecké křeslo v Národním shromáždění.
V rámci BdL podporoval až do roku 1938 aktivistickou (k spolupráci s československým státem nakloněnou) politiku Franze Spiny. Pak přešel s celou stranou do Sudetoněmecké strany a v březnu 1939 (se zpětnou platností od prosince 1938) se stal členem NSDAP (místní skupina Otovice). Po roce 1945 byl vysídlen do sovětské okupační zóny Německa. Zemřel roku 1969 v Albingshausenu v Duryňsku.